# Березовка (притока Святиці, Фальонський район)
Бере́зовка (рос. Берёзовка) — річка в Росії, протікає територією Кіровської області (Фальонський район), ліва притока Святиці.
Річка починається за 4 км на північ від села Медвежена, біля кордону із Зуєвським районом. Протікає спочатку на північ, потім плавно повертає на північний схід. Нижня течія спрямована на схід та південний схід. Впадає до Святиці нижче колишнього села Фофаненки. Значні ділянки берега заліснені, особливо у верхній течії. Приймає декілька дрібних приток.
Над річкою не розташовано населених пунктів, біля колишнього села Фофаненки збудовано автомобільний міст.